# 7. Festival des politischen Liedes
7. Festival des politischen Liedes es un álbum en directo de canción protesta interpretado por artistas de diversas nacionalidades, grabado en febrero de 1977 en el contexto de la séptima versión del Festival de la canción política (en alemán: Festival des politischen Liedes) organizado por la Juventud Libre Alemana (FDJ) en el este de Berlín, en la época de la República Democrática Alemana.
Entre los intérpretes de habla hispana en el álbum se encuentran los chilenos Inti-Illimani, los españoles Grenada y Víctor Manuel, el nicaragüense Luis Enrique Mejía Godoy y los cubanos de Grupo Manguaré.

## Lista de canciones
| Lado A |                                                                            |               | |          |  |
| N.º    | Título                                                                     | Música        | Intérprete                                                                                             | Duración |  |
| 1.     | «So wollen wir kämpfen» («Por lo que queremos»)                            |               | Oktoberklub                                                                                            |          |  |
| 2.     | «Wir werden Dolores sehn» («Veremos a Dolores»)                            | Víctor Manuel | Víctor Manuel                                                                                          |          |  |
| 3.     | «Oktoberecho» («Octubre echo»)                                             |               | Grenada                                                                                                |          |  |
| 4.     | «Wiegenlied für den gorilla» («Canción de cuna para el gorila»)            |               | Luis Enrique Mejía Godoy                                                                               |          |  |
| 5.     | «Der siebente musst du selbst sein» («El séptimo tienes que ser tú mismo») |               | Attila Jozsef                                                                                          |          |  |
| 6.     | «Ich»                                                                      |               | Gruppe der Palästinischen Befreiungsorganisation (Grupo de la Organización de Liberación de Palestina) |          |  |
| 7.     | «Aktionseinheit» («Unidad de Acción»)                                      |               | Floh de Cologne                                                                                        |          |  |
| 8.     | «Danke, Frelimo» («Gracias, Frelimo»)                                      |               | Aliança Opererio Camponesa                                                                             |          |  |
| 9.     | «Aus der Suite 'Das gold und der weizen'» («Suite de "El oro y el trigo"») |               | Carlos Paredes                                                                                         |          |  |
| 10.    | «Canción de la unidad latinoamericana»                                     |               | Grupo Manguaré                                                                                         |          |  |
| 11.    | «Vietnam Ho Chi Minh»                                                      |               | Singegruppe Hanoi                                                                                      |          |  |
| 12.    | «Der schrei des revolutionärs» («El grito de los revolucionarios»)         |               | Al Mayadine                                                                                            |          |  |
| 13.    | «Lied des roten gefangenen» («Canción de los prisioneros rojos»)           |               | Punainen Lanka                                                                                         |          |  |
| 14.    | «Chile resistencia»                                                        | Sergio Ortega | Inti-Illimani                                                                                          |          |  |
| 15.    | «Der lange weg» («El largo camino»)                                        |               | Bots                                                                                                   |          |  |